# 自擴散
依照IUPAC定義，自擴散（self-diffusion）係數是指化学势梯度為零時，物質{\displaystyle i}的擴散係數{\displaystyle D_{i}^{*}}。自擴散係數和擴散係數的關係如下：
{\displaystyle D_{i}^{*}=D_{i}{\frac {\partial \ln c_{i}}{\partial \ln a_{i}}}.}
其中{\displaystyle a_{i}}為物質{\displaystyle i}的活性度，{\displaystyle c_{i}}為物質{\displaystyle i}的濃度。自擴散係數一般會假設和觀測待確認物質同位素運動所得的示踪物擴散係數相同。